# Jūlijs Lindenbergs
Jūlijs Ādolfs Lindenbergs (deutsch: Julius Adolf Lindenberg, * 21. Oktoberjul. / 3. November 1904greg. in Riga; † unbekannt in Glückstadt) war ein lettischer Fußball-, Eishockey- und Bandyspieler deutsch-baltischer Herkunft.

## Karriere und Leben
Jūlijs Lindenbergs wurde im Jahr 1904 in Riga in die deutsch-baltische Familie des Schuhmachers Konstantīn Lindenbergs (1867–1929) und seiner Frau Elvīra (1876–1940, geb. Tantow) geboren. Sein Bruder, Frīdrihs Vilhelms Lindenbergs (Friedrich Wilhelm Lindenberg, 1907–1973) war ein Fußballspieler, der von 1925 bis 1932 für Union Riga spielte.
In der zweiten Hälfte der 1920er Jahre absolvierte Lindenbergs seinen Wehrdienst in der Luftfahrtdivision der lettischen Armee. 1929 heiratete Lindenbergs Helen Rothberg (1910–?). Mir ihr hatte er zwei Kinder: Helga Lindenberg (1930–2015) und Helmut Lindenberg (1940–2008). Als Lettland von der Sowjetunion im Zweiten Weltkrieg besetzt wurde, wurde Lindenbergs als Deutschbalte nach Deutschland repatriiert. Nach dem Krieg lebte Lindenbergs in Glückstadt, Schleswig-Holstein. Wie zuvor in Lettland arbeitete Lindenbergs auch in Deutschland als Zahntechniker.

### Fußball
Während seiner Fußballkarriere war Lindenbergs meist zweiter Torwart der Mannschaften, die er vertrat. Lindenbergs begann 1924 bei Union Riga zu spielen. 1926 wechselte er zu LSB Riga, wo er hinter Ādolfs Greble zweiter Torhüter war. 1928 folgte ein Wechsel zu den Riga Vanderers. Bei den Vanderers war hinter Arvīdas Jürgens erneut Ersatztorhüter. 1931 wechselte Lindenbergs zurück zu Union Riga, bei dem er dann zwei Jahre als Stammtorhüter in der Virslīga zwischen den Pfosten stand. 1934 verlor Lindenbergs seinen Stammplatz an Jānis Bebris. Lindenbergs kehrte 1935 von Union zu den Vanderers zurück, wo er zusammen mit Aleksandrs Strautmanis ein Torwartduo bildete. Ein Jahr später folgte ihm jedoch Bebris zu diesem Team, und damit war Lindenbergs Karriere praktisch beendet. 
Während seiner gesamten Karriere galt Lindenbergs als recht guter Torhüter, trotz einer geringen Körpergröße.
1929 absolvierte Lindenbergs ein Spiel für die lettische Nationalmannschaft auf einer Länderspielreise nach Finnland und Estland. Die lettische Nationalmannschaft hatte dabei zwei Debütanten als Torhüter im Einsatz, neben Lindenbergs Georgs Kabuls. Jeder spielte ein Spiel, Lindenbergs jenes in Tallinn gegen Estland das 1:4 verloren wurde. Für beide waren dies die ersten und letzten Spiele für die lettische Nationalmannschaft.

### Eishockey
Lindenbergs war als Eishockeyspieler in der Lettischen Nationalmannschaft aktiv. Er nahm mit der Mannschaft 1932 an der Europameisterschaft in Deutschland teil. Der Stürmer absolvierte offiziell zwei Länderspiele, anderen Angaben zufolge vier. Als Teil der Union Riga-Mannschaft wurde Lindenbergs 1931, 1932 und 1933 dreimal infolge lettischer Meister. 

### Bandy
Lindenbergs spielte auch als Bandyspieler und vertrat die Teams von Union Riga, ASK Riga und RAK. Als Teil der RAK-Mannschaft wurde er 1927 lettischer Bandy-Meister.